# 玉名市立三ツ川小学校
玉名市立三ツ川小学校（たまなしりつ みつかわしょうがっこう）は、かつて熊本県玉名市三ツ川にあった公立の小学校。
2018年（平成30年）3月末をもって閉校し、「玉名市立玉陵小学校」に統合された。

## 概要
歴史
1956年（昭和31年）に南関町の中の「三ツ川地区」が玉名市に編入された際に開校した小学校である。
もともと三ツ川地区には南関町立南関第五小学校が設置されていたが、その地域が玉名市に編入されたことにより、小学校も移管により「玉名市立三ツ川小学校」となった。
なお創立年は玉名市に移管された1956年（昭和31年）としている（1955年（昭和30年）12月末で南関町立小学校としては閉校した扱い）。2018年（平成30年）に玉名市立小学校6校の統合により閉校し、62年の歴史に幕を下ろした。
校訓
「きたえよ体、みがけよ心、たかめよ学び」
校章
桜の花弁を背景にして、中央に校名の「三ツ川」の文字（縦書き）を配している。
校歌
作詞は野中長寿、作曲は滝本泰三による。歌詞は3番まであり、各番の歌詞中に校名の「三ツ川小学校」が登場する。
通学区域
玉名市のうち「川床、石尾、福山、西原」であった。中学校区は玉名市立玉陵中学校であった。

## 沿革
前史・南関町立南関第五小学校
- 1876年（明治9年）から1879年（明治12年）[3] - 「田原小学校」が創立。
- 1892年（明治25年） - 「三ツ川尋常小学校」と「田原尋常小学校」に改称。
- 1908年（明治41年） - 「三ツ川尋常高等小学校」と「田原尋常高等小学校」に改称。
- 1931年（昭和6年） - 合併して「米富尋常高等小学校」に改称。
- 1941年（昭和16年）4月1日 - 国民学校令により、「球磨郡米富村米富国民学校」に改称。
- 1947年（昭和22年）4月1日 - 学制改革により、「米富村立米富小学校」に改称
- 1955年（昭和30年）
  - 4月1日 - 「南関町立南関第五小学校」に改称。
  - 9月1日 - 翌年、旧米富村のうち三ツ川地区が玉名市に編入することとなり、以下の様になる。
    - 南関町に残る地区の児童は南関町立南関第四小学校へ転出。
    - 玉名市に編入する地区の児童はそのまま南関第五小学校に残る（翌年、「玉名市立三ツ川小学校」に改称）。

  - 12月31日 - 南関町立の小学校としては閉校。

正史・玉名市立三ツ川小学校
- 1956年（昭和31年）1月1日 - 南関町の三ツ山地区が玉名市に編入。これにより「玉名市立三ツ川小学校」（最終名）が開校。
- 2018年（平成30年）
  - 3月31日 - 統合のため閉校。62年の歴史に幕を下ろした。
  - 4月1日 - 玉名市立小学校6校（石貫・梅林・小田・玉名・月瀬・三ツ川）が統合し、「玉名市立玉陵小学校」が新設される。校地・校舎は玉名市立玉陵中学校に併設され、「玉陵学園」として小中一貫教育を開始した。
    - 閉校後の跡地はキャンプ場「チルミツ Chill-Out Campfield MITSUKAWA」として整備されている。

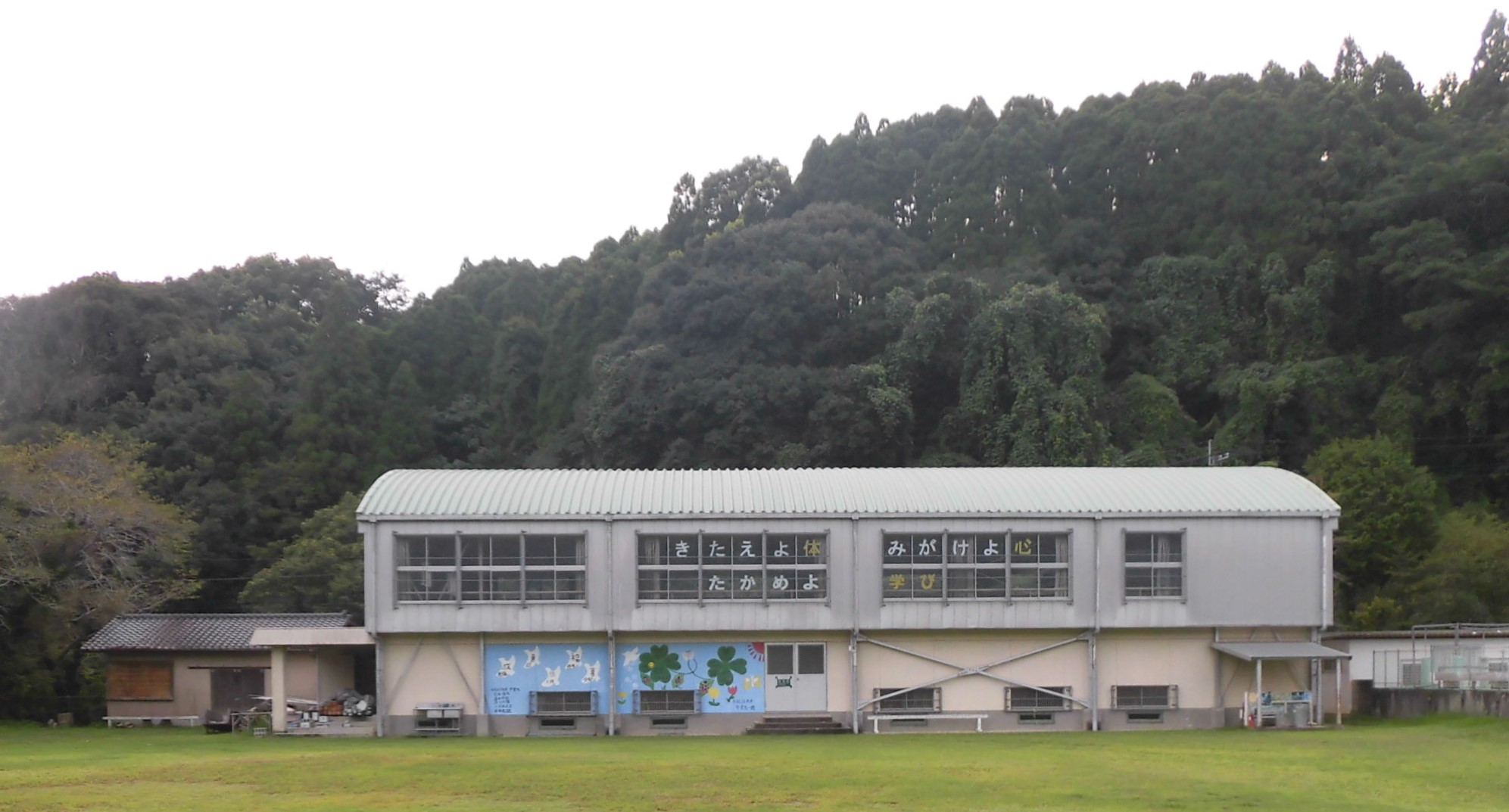
体育館
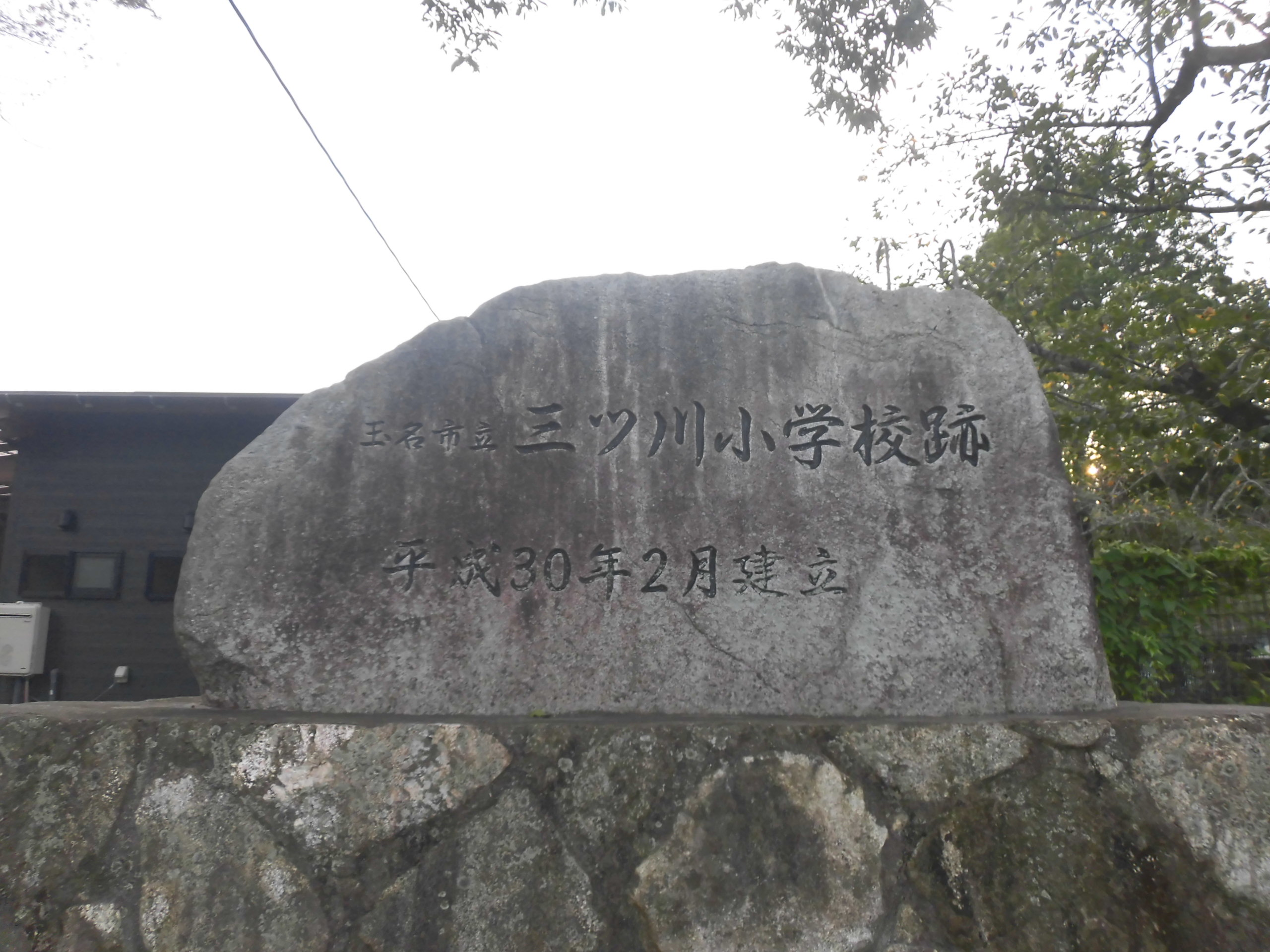
閉校記念碑

## 交通アクセス
最寄りのバス停留所
- 九州産交バス 「山伏原」停留所

最寄りの幹線道路
- 熊本県道・福岡県道4号玉名八女線

## 周辺
- 玉名三ツ川簡易郵便局
- 繁根木川（一級河川）